# Športna dvorana Podmežakla
La Dvorana Podmežakla è un'arena sportiva coperta situata a Jesenice, in Slovenia. L'arena viene utilizzata per varie discipline sportive ed è sede di concerti musicali.

## Storia
Il palazzetto venne realizzato proprio dove era situata una pista di ghiaccio artificiale, una delle poche presenti all'epoca in Jugoslavia, collocata lungo la riva destra del fiume Sava. Nel 1954 vennero realizzate le tribune in legno e nel 1978 si costruì la copertura dell'impianto che tuttavia non era ancora del tutto completato.
La pista venne utilizzata in occasione del Campionato mondiale di hockey su ghiaccio 1966, gruppo C, e dell'edizione 1998, per il gruppo B. 
Nell'arena gioca le partite casalinghe la squadra di hockey su ghiaccio locale, l'HDD Jesenice (oltre che il suo farm-team, l'Hokejsko društvo Hidria Jesenice, mentre fino al 2012 era la casa dell'HK Jesenice) e nel 2013 si sono disputati i Campionati europei di pallacanestro: per tale occasione tra il 2009 ed il 2011 vennero realizzati lavori di ampliamento del palazzetto e nel 2012 venne ultimata la ristrutturazione. È anche sede del Triglav Trophy, un concorso annuale di pattinaggio artistico che si tiene ogni primavera.